# Copa CECAFA 1990
La Copa CECAFA 1990 fue la 17.ª edición de este torneo de fútbol a nivel de selecciones nacionales organizado por la CECAFA y que contó con la participación de 7 naciones provenientes de África del Sur y África Oriental.
Uganda venció en la final a Sudán en la final disputada en Zanzíbar para coronarse campeón por quinta ocasión.

## Fase de grupos

### Grupo A
| Nación   | Pts | J | G | E | P | GF | GC | GD |
| -------- | --- | - | - | - | - | -- | -- | -- |
| Tanzania | 4   | 3 | 1 | 1 | 1 | 2  | 1  | +1 |
| Zanzíbar | 4   | 3 | 1 | 1 | 1 | 2  | 2  | 0  |
| Malaui   | 4   | 3 | 1 | 1 | 1 | 2  | 2  | 0  |
| Zimbabue | 4   | 3 | 1 | 1 | 1 | 1  | 2  | -1 |

| Nación 1 | Nación 2 | Resultado |
| -------- | -------- | --------- |
| Zanzíbar | Tanzania | 0-0       |
| Malaui   | Zimbabue | 0-0       |
| Tanzania | Malaui   | 0-1       |
| Zimbabue | Zanzíbar | 1-0       |
| Zimbabue | Tanzania | 0-2       |
| Zanzíbar | Malaui   | 2-1       |

### Grupo B
| Nación | Pts | J | G | E | P | GF | GC | GD |
| ------ | --- | - | - | - | - | -- | -- | -- |
| Sudán  | 4   | 2 | 1 | 1 | 0 | 4  | 3  | +1 |
| Uganda | 2   | 2 | 0 | 2 | 0 | 4  | 4  | 0  |
| Kenia  | 1   | 2 | 0 | 1 | 1 | 3  | 4  | -1 |

| Nación 1 | Nación 2 | Resultado |
| -------- | -------- | --------- |
| Kenia    | Uganda   | 2-2       |
| Sudán    | Kenia    | 2-1       |
| Uganda   | Sudán    | 2-2       |

## Semifinales
| 17 de diciembre de 1990 | Zanzíbar | 0 – 1 (aet) | Sudán       | Amaan Stadium, Zanzíbar, Zanzíbar |  |
|                         |          |             | Ibrahim 99' |                                   |  |

| 17 de diciembre de 1990 | Uganda      | 1 – 1 (6 – 5 pen.) | Tanzania    | Amaan Stadium, Zanzíbar, Zanzíbar |  |
|                         | Mayanja 27' |                    | Mogella 25' |                                   |  |

## Tercer Lugar
| Equipo 1 | Resultado | Equipo 2 |
| -------- | --------- | -------- |
| Zanzíbar | 1-2       | Tanzania |

## Final
| 20 de diciembre de 1990 | Uganda                  | 2 – 0 | Sudán | Amaan Stadium, Zanzíbar, Zanzíbar |  |
|                         | Szimba 34' · Musisi 84' |       |       |                                   |  |

## Campeón
| Copa CECAFA 1990  |
| ----------------- |
| Bandera de Uganda |
| Uganda 5º Título  |